# Апетц, Надин
Надин Апетц (нем. Nadine Apetz; род. 3 января 1986 года) — немецкая боксёрша. Призёр чемпионата мира 2016 и 2018 годов. Призёр чемпионата Европы 2018 года и Европейских игр 2019 года. Член сборной Германии по боксу.

## Карьера
Пятикратная победительница национального чемпионата в весовой категории до 69 кг (с 2011, 2013, 2016, 2017 и 2018 гг).
На чемпионате мира 2016 года в Астане, в Казахстане, завоевала бронзовую медаль в категории до 69 кг.
На чемпионате Европы 2018 года в Софии, сумела стать призёром, завоевав бронзовую медаль чемпионата.
На 10-м чемпионате мира по боксу среди женщин в Индии, в поединке 1/2 финала, 22 ноября 2018 года, немецкая спортсменка встретилась с китайской спортсменкой Гу Хун, уступила ей 1:4 и завершила выступление на мировом первенстве, завоевав бронзовую медаль турнира.
На II Европейских играх 2019 года в Минске, в весовой категории до 69 кг завоевала бронзовую медаль.